# Sint-Fredericus Liefdesgesticht
Het Sint-Fredericus Liefdesgesticht was een weeshuis in de stad Leeuwarden in de Nederlandse provincie Friesland.

## Geschiedenis
Het weeshuis werd in 1881 gebouwd naar een ontwerp van architect Pierre Cuypers. Het gebouw stond op de hoek van de Kruisstraat en de Keizersgracht tegenover de Blokhuispoort. Van hem is ook het ontwerp van de in 1882-1884 gebouwde Sint-Bonifatiuskerk.
Het rooms-katholieke weeshuis voor meisjes was toegewijd aan Frederik van Hallum. Later werden er ook bejaarden opgevangen door de Zusters van Liefde. 
In 1937 werd het gebouw verkocht aan de Gezondheidsdienst voor Vee. Het pand werd verbouwd tot laboratorium van De Bond van Coöperatieve Zuivelfabrieken.
In 1988 werd het gebouw gesloopt om plaats te maken voor woningen. De spits van de erkertoren bleef behouden. Woningcorporatie Patrimonium betaalde 75.000 gulden voor de restauratie en schonk het aan de gemeente. De torenspits stond van 1990 tot 2018 op het Blokhuisplein. In 2020 verhuisde het naar de buurt De Klamp.

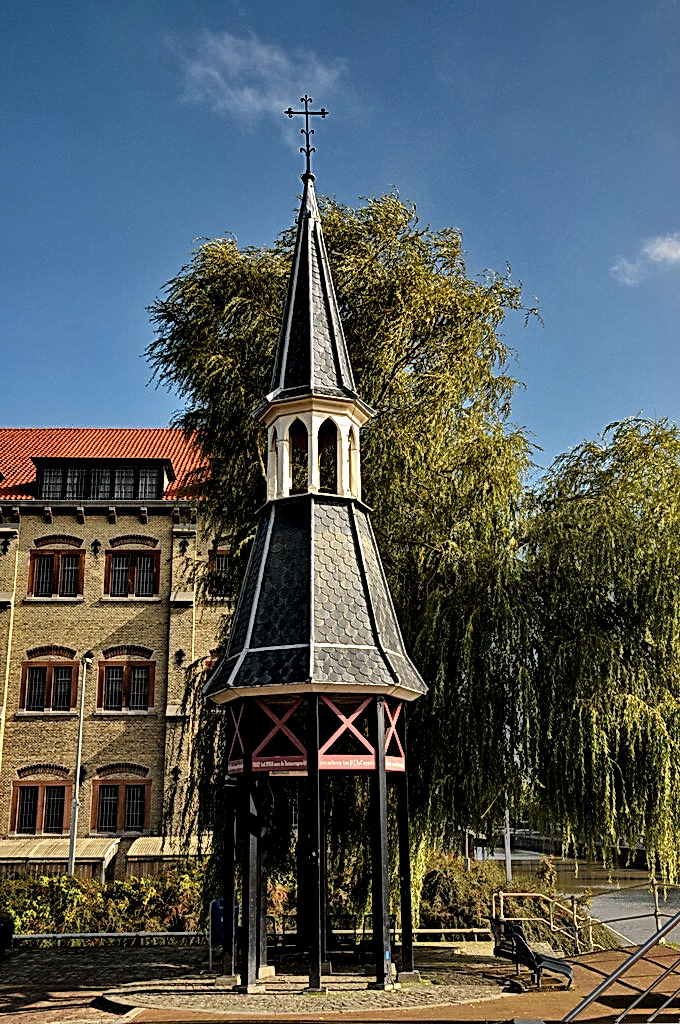
Spits arkeltoren op het Blokhuisplein (2008)

In Leeuwarden is het torentje van de kapel van het voormalige Sint Bonifatius Hospitaal ook bewaard gebleven.